# Aurorarosenfink
Aurorarosenfink (Carpodacus waltoni) är en dåligt känd bergslevande asiatisk fågel i familjen finkar inom ordningen tättingar. Beståndet anses vara livskraftigt.

## Kännetecken

### Utseende
Aurorarosenfinken är en liten (12,5 cm) och slank rosenfink med spetsig näbb och lång, kluven stjärt. Den är mycket lik praktrosenfinken, men är något mindre med smalare näbb och kortare stjärt.
Hane av underarten eos (se nedan) har skärtonad gråaktig ovansida med svartaktiga streck som kontrasterar med rödrosa övergump, ögonbrynsstreck, nedre huvudsida, strupe och undersida. Ansiktet är mörkare och rödare. Honan liknar en ung rosenfink men har ett tydligt ljusare ögonbrynsstreck, gråare ovansida och vitare undersida, med tätare och mörkare streckning. Jämfört med fläckvingad och brun rosenfink är den blekare, vitare undertill med bredare mörka streck samt saknar ljusa teckningar på tertialerna.
Hane av nominatformen waltoni jämförs i litteraturen med praktrosenfinken (C. pulcherrimus) som den traditionellt behandlats som underart till. Jämfört med denna är den något större, med blekare sandbrun och mer finstreckad ovansida, brunare vingar med breda ljusa kanter samt djupare rödrosa i ögonbrynsstreck och på undersidan hos hanen.

### Läten
Bland lätena hörs bestämda "pink" eller "tink", fältsparvlika "tsip" eller "tsick" samt hårda "piprit" eller skallrande "tvitt-itt-itt-itt". Sången finns inte beskriven i litteraturen.

## Utbredning och systematik
Aurorarosenfinken förekommer enbart i höglänta områden i Kina. Den delas in i två underarter med följande utbredning:
- Carpodacus waltoni waltoni – förekommer från sydöstra Tibet till sydvästra Kina (sydvästra Xinjiang)
- Carpodacus waltoni eos – förekommer i alpina snår och skog i centrala Kina och Tibet

Taxonet waltoni fördes tidigare till praktrosenfinken (Carpodacus pulcherrimus), varför aurorarosenfinken (eller Stresemanns rosenfink som den kallades) då hade det vetenskapliga namnet Carpodacus eos. Studier har dock visat att de uppvisar små utseendemässiga skillnader och står nära varandra genetiskt Dessa två taxon är dessutom parapatriska och ibland sympatriska med praktrosenfinken (och ametistrosenfinken (C. davidianus som ofta behandlas som underart till den senare).

## Levnadssätt
Aurorarosenfinken häckar i höga bergstrakter på mellan 3 950 och 4 900 meters höjd. Den ses i torra sluttningar med sparsam växtlighet, men även alpängar och intill skogsbryn och i buskmarker med rhododendron, havtorn och en. Vintertid hittas den i samma miljöer men på lägre nivåer. Födan är inte känd i detalj men tros bestå av olika sorters små frön som den födosöker efter på marken. Inget är känt om dess häckningsbiologi.

## Status och hot
Arten har ett stort utbredningsområde och en stor population med stabil utveckling och tros inte vara utsatt för något substantiellt hot. Utifrån dessa kriterier kategoriserar internationella naturvårdsunionen IUCN arten som livskraftig (LC). Världspopulationen har inte uppskattats men den beskrivs som mycket lite känd och sällsynt.

## Taxonomi och namn
Fågelns vetenskapliga artnamn hedrar Herbert James Walton (1869–1938), generallöjtnant och kirurg i British Army verksam i Indien, Kina och Tibet.